# Восстание 11 сентября 1922 года
Восстание 11 сентября 1922 года (греч. Επανάσταση της 11ης Σεπτεμβρίου 1922) — исторически сложившееся название антиправительственного восстания, охватившего сухопутные войска и военно-морской флот Греции 11 (24) сентября 1922 года.

## Предпосылки
В ходе второй греко-турецкой войны, в битве при Думлупынаре, произошедшей 26 — 30 августа 1922 года, греческие войска понесли серьёзное поражение. Началась их эвакуация с территории Анатолии на принадлежавшие Греции острова в восточной части Эгейского моря.
В результате поражения в Анатолии и вывода оттуда греческих войск мирных жителей охватила тревога: они выступили с целью наказания виновных в плачевном исходе кампании. 28 августа правительство, во главе которого стоял Петрос Протопападикис, было низложено, произошло формирование новых органов власти, перешедшей в руки Николаоса Триандафиллакоса.

## Ход восстания
Недовольство тяжёлыми поражениями греческих войск в Малой Азии охватило средний командный состав, настроенный антимонархически и провенизелистски, и рядовых солдат, которые обвиняли во всём произошедшим правительство. 
11 сентября официально объявили о начале восстания. Был сформирован революционный комитет, председателями которого назначили представителя сухопутных войск на острове Хиос, полковника Николаоса Пластираса, представителя сухопутных войск на острове Лесбос, полковника Стилианоса Гонатаса и представителя военно-морского флота и его командующего Димитриоса Фокаса. 12 сентября произошла погрузка на корабли греческих военнослужащих, двинувшихся в сторону Афин. Ещё до их высадки в районе столицы аэропланом были сброшены листовки с текстом манифеста, призывавшего к отречению от престола короля Константина I, ликвидации парламента, формированию новых органов власти, независимых в принятии политических решений, способных бы осуществлять поддержу союзников по Антанте и немедленно отправить в Восточную Фракию подкрепление, необходимое для укрепления позиций в её районе.
13 сентября корабли, на бортах которых находились греческие войска, стали на якорь в Лаврионе.На следующий день был низложен король Константин I, которого заставили отречься от престола и отправиться в изгнание в Италию. К власти пришёл его сын Георг II. Революцию поддержали многие в Афинах, и 15 сентября революционно настроенные солдаты заняли Афины, тем самым предотвратив попытку Теодороса Пангалоса взять ситуацию в свои руки и установить контроль над принимавшимися правительством решениями.

## Последствия
Вскоре было сформировано новое правительство, председателем которого назначили Сотириос Крокидас. Военная хунта также сформировала чрезвычайный трибунал, приговоривший пятерых министров и одного генерала к смертной казни за политику, приведшую Грецию к поражению в войне; также ещё один министр и двое генералов (включая принца Андрея, отца принца Филиппа — будущего супруга Елизаветы II), были осуждены к длительным срокам заключения.
Власть находилась в руках военнослужащих до начала 1924 года, когда произошло окончательное падение монархии и провозглашение Второй Греческой Республики.